# Ross Tompkins
Ross Tompkins (13. května 1938 Detroit, Michigan – 30. června 2006 St. Augustine, Florida) byl americký jazzový klavírista. Studoval na New England Conservatory. Svou profesionální kariéru zahájil poté, co se přestěhoval do New Yorku. V letech 1960–1967 hrál s Kai Windingem. Během své kariéry natočil několik alb jako leader a spolupracoval s dalšími hudebníky, mezi které patří Eddie „Lockjaw“ Davis, Zoot Sims, Louie Bellson, Herb Ellis nebo Snooky Young.